# Oireachtas (Freistaat)
Oireachtas (irisch für Gesetzgebung) bezeichnet die Legislative oder das Parlament zur Zeit des Irischen Freistaates von 1922 bis 1937. Es wurde teilweise auch Oireachtas of Saorstát Éireann genannt, also Gesetzgebung des irischen Freistaates. Es bestand aus dem britischen König, dem Unterhaus Dáil Éireann sowie dem Oberhaus, auch Senat (Seanad Éireann) genannt.
Wie auch das heutige irische Parlament, wurde die damalige Legislative durch das mächtige, direkt gewählte Unterhaus dominiert. Im Gegensatz zum heutigen Parlament, konnte das Parlament zur Freistaatenzeit allerdings nach Belieben ohne Volksbefragung die Verfassung ändern sowie als Ganzes einen Krieg beitreten – auch wenn die letztgenannte Befugnis in der Praxis nicht relevant wurde.
1936 wurde die Verfassung dahingehend geändert, dass der Senat aufgelöst wurde und der König seine legislative Rolle verlor. Ab diesem Zeitpunkt bestand das Freistaatenparlament lediglich aus dem Unterhaus. 1937 wurde die Verfassung des Irischen Freistaates durch die Verfassung von Irland abgelöst und das Oireachtas durch das noch heute bestehende Parlament mit gleichem Namen ersetzt.

## Zusammensetzung
Das Unterhaus wurde per direkter Wahl von allen Bürgern, die mindestens 21 Jahre alt waren, mittels Single Transferable Vote gewählt. Ursprünglich war vorgesehen, dass der Senat auf die gleiche Weise gewählt werden sollte, doch nach der ersten direkten Senatswahl 1925 wurde dieses System per Verfassungsänderung durch eine indirekte Wahl (durch Ober- und Unterhaus) ersetzt. Mitglieder beider Häuser mussten einen sog. Treueid auf den Freistaat sowie den britischen König schwören, bevor sie ihren Sitz einnehmen durften. Dies wurde 1936 durch eine Änderung der Verfassung abgeschafft.
Der König von Großbritannien war gleichzeitig auch "König in Irland und wurde durch den Generalgouverneur dort repräsentiert. Durch ein britisches Gesetz aus dem Jahr 1927 änderte sich der Titel des Königs zu "König von Irland", was zur Folge hatte, dass der irische König unabhängig vom britischen König wurde (obwohl es ein und dieselbe Person war), und die britische Regierung dadurch ihren Einfluss in Irland verlor.
Bis 1936 wurde das Oireachtas durch den König auf Anraten des Exekutivrates aufgelöst. Durch eine Verfassungsänderung ging in diesem Jahr diese Macht zur Auflösung auf den Ceann Comhairle (Vorsitzender des Unterhauses) über.

## Rolle
Bis 1936 mussten neue Gesetze von beiden Häusern genehmigt werden um schließlich die königliche Zustimmung (vom Generalgouverneur im Namen des Königs) zu erhalten. 1936, als der König per Verfassungsänderung aus dem Regierungssystem ausschied, ging diese letzte Zustimmung auf den Ceann Comhairle über.
In den frühen Jahren des Freistaates existierten einige theoretische Möglichkeiten, dass der Generalgouverneur ein Veto gegen einen Gesetzesvorschlag einlegt. Tatsächlich wurde Timothy Michael Healy von der britischen Regierung angehalten, sämtliche Gesetze zur Abschaffung des Treueides zu blockieren. Durch den Royal and Parliamentary Titles Act 1927 verlor die britische Regierung aber sämtliche rechtliche Möglichkeiten Einfluss auf den König und den Generalgouverneur in Bezug auf Freistaatenangelegenheiten zu nehmen, so dass die Gefahr einer Blockade verschwindend gering wurde. 1933, unter der 21. Verfassungsänderung, wurde dem Generalgouverneur sogar untersagt ein Veto einzulegen.
Laut Verfassung hatte das Oireachtas die Möglichkeit, per einfachem Gesetz die Verfassung eigenständig zu ändern. Dies war das Vorgehen für die ersten 8 Jahre – danach sollte das Recht über die Entscheidung der Verfassungsänderung auf das Volk (per Referendum) übergehen. Doch bereits 1929, also ein Jahr vor dieser Änderung, wurde der Zeitraum von 8 Jahren verlängert, so dass im Endeffekt das Oireachtas während seiner gesamten Existenz die Macht hatte, die Verfassung nahezu beliebig zu ändern. Bis 1936 war dem Oireachtas lediglich untersagt Verfassungsänderungen durchzuführen, die dem Anglo-Irischen Vertrag widersprechen – eine Einschränkung, die im Jahr 1936 per Verfassungsänderung aufgehoben wurde.

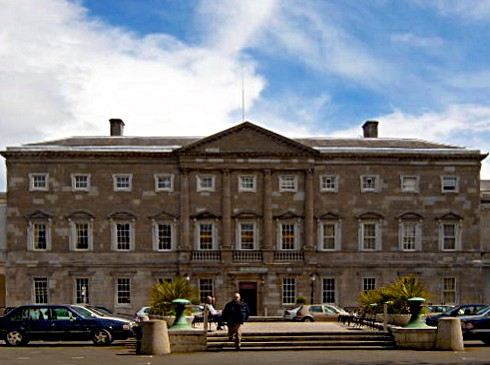
Der Sitz des Oireachtas
Leinster House

## Machtbefugnisse
Per Verfassung hatte das Oireachtas die alleinige Macht
- die legislative Gewalt auszuüben (inklusive Bewilligung des Haushalts),
- untergeordnete Legislativen einzurichten,
- die Verfassung zu ändern,
- den Kriegseintritt des Freistaates zu erklären,
- eine bewaffnete Armee aufzubauen und zu unterhalten.

Folgende Einschränkungen gab es für das Oireachtas:
- Gesetze, die der Verfassung widersprachen waren theoretisch ungültig. In Wirklichkeit machte die Macht, die Verfassung zu ändern, diese Einschränkung quasi nichtig.
- Es war nicht möglich, rückwirkend Aktionen für gesetzeswidrig zu erklären, wenn sie zur Zeit der Ausführung nicht gegen ein Gesetz verstoßen hatten.
- Der Machtbereich des Oireachtas umfasst nicht Nordirland.